# لورنتس ۳۸۶۱
سیارک ۳۸۶۱ (به انگلیسی: 3861 Lorenz، نامگذاری:A910FA) سه هزار و هشتصد و شصت و یکمین سیارک کشف شده‌است که در ۳۰ مارس ۱۹۱۰ و در هایدلبرگ کشف شد.
قدر مطلق سیارک برابر ۱۲٫۴۰ است.